# Полимерные солнечные батареи
Полимерные солнечные батареи — разновидность солнечных батарей, которые производят электричество из солнечного света. Берёт своё начало с 1992 года, когда впервые были опубликованы данные о переносе заряда с полупроводникового полимера на акцептор. Относительно новая технология, активно исследуемая в университетах, национальных лабораториях и нескольких компаниях по всему миру. Демонстрируются устройства-прототипы с эффективностью конверсии энергии 17,4 %. 

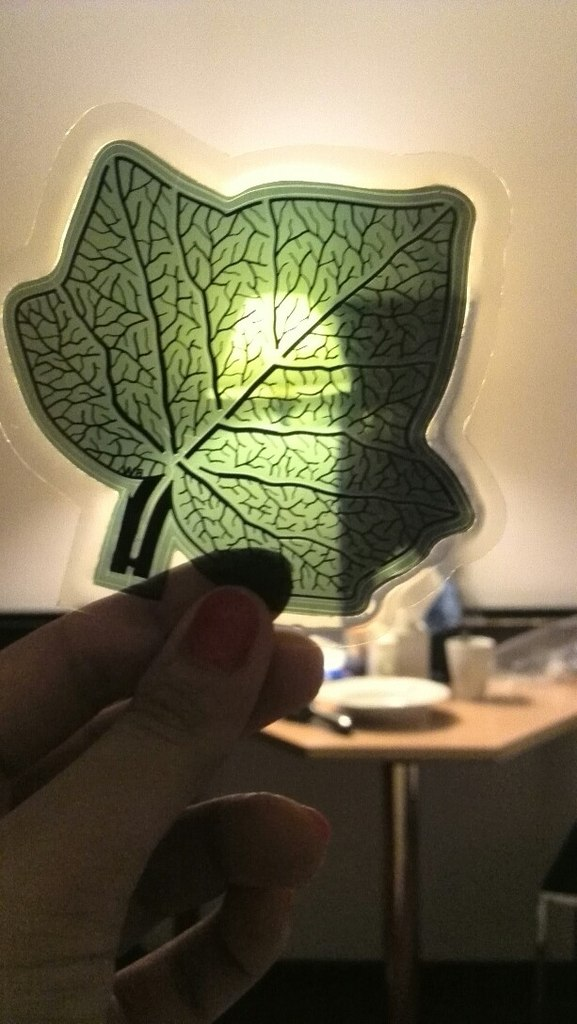
Функциональный прототип производства Beletric OPV

## Устройство полимерной солнечной батареи
Полимерные солнечные батареи обычно представляют собой послойно наложенные друг на друга тонкие плёнки из полимерных материалов, выполняющие различные функции. В зависимости от субстрата, толщина одной батареи может быть от 500 нанометров. Так, на прозрачную полимерную основу (субстрат), покрытую проводящим слоем оксида индия-олова, служащую электродом, наносят фотоактивный слой, состоящий из электрон-акцептора и электрон-донора.
Есть два типа фотоактивных слоев:
- Объемный гетеропереход (Твердофазная смесь двух материалов);[6][7]
- Два отдельных слоя электрон-акцептора и электрон-донора, нанесённые последовательно.

Поверх фотоактивного слоя располагается металлический электрод, кальциевый, алюминиевый или серебряный, в зависимости от архитектуры батареи. В современных образцах между фотоактивных слоем и электродами помещают дополнительные слои: электрон-проводящие или дырко-проводящие, или соответственно электрон-блокирующие и дырко-блокирующие. Расположение этих слоев относительно фотоактивного слоя определяется архитектурой батареи.

Архитектура батареи бывает двух типов: прямая (стандартная) или обратная (перевернутая). В перевернутой, как следует из названия, электрические заряды экстрагируются противоположными электродами. Так, исследования показали, что у батарей стандартной архитектуры эффективность выше, чем у перевернутых, однако стабильность ниже.

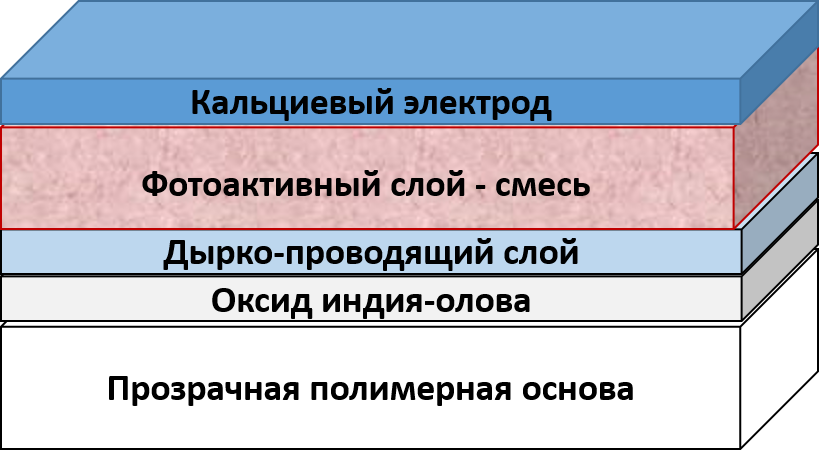
Полимерная солнечная батарея стандартной архитектуры

 Низкая стабильность обусловлена тем фактом, что в стандартных батареях в качестве электрода используется кальций, который быстро окисляется на воздухе до кальция оксида, который имеет худшую проводимость. В свою очередь, обратная архитектура позволяет использовать в качестве электродов серебро и золото, более устойчивые к окислению.
Для улучшения экстракции электронов в перевернутых батареях часто используют прозрачные проводящие оксиды, такие как титана оксид и цинка оксид, часто в виде наночастиц или наноструктурированных плёнок. В последнее время больше внимания уделяется исследованиям других слоев, способных улучшать экстракцию электронов, в том числе полимерных.
Для улучшения экстракции дырок применяются прозрачные проводящие полимеры, например смесь поли(3,4-этилендиокситиофена) и полистиролсульфоната (PEDOT:PSS) или другие проводящие оксиды с более подходящими для этого электронными уровнями, такие как ванадия оксид, молибдена оксид. В последнее время все больший интерес вызывают полупроводники на основе графена и графена оксида.

## Физические процессы в полимерных батареях

### Поглощение света
В полимерных солнечных батареях фотоактивный слой состоит из двух типов материалов: донора и акцептора. При попадании света на поверхность батареи, донор (обычно сопряжённый полимер) поглощает фотон света. Длина волны (т.е. энергия) этого фотона зависит напрямую от химической структуры донора и его организации в плёнке слоя (например, кристалличности). Поглощённая энергия фотона возбуждает электрон из основного состояния в возбуждённое состояние, или из верхней занятой молекулярной орбитали (англ. HOMO) до низшей свободной молекулярной орбитали (англ. LUMO).

### Экситон
Полученная в результате такого возбуждения квазичастица называется экситон Френкеля и состоит из дырки (то есть отсутствия электрона, положительного заряда) и возбуждённого электрона (отрицательного заряда). Экситон не имеет заряда и не может служить носителем, однако может перемещаться по сопряжённой системе донора. В зависимости от спинового состояния экситоны могут быть синглетными и триплетными. Срок жизни синглетного экситона составляет наносекунды, а триплетного около миллисекунды или больше. При определённых условиях синглетный экситон может перейти в триплет.
Экситон перемещается в системе донора не далее 5-20 нм, в зависимости от вида полимера. Далее он имеет две возможности:
- Диссоциировать и разделиться на отдельные положительный и отрицательный заряды, если экситон встретит на своём пути акцептор;
- Распасться с излучением поглощённой энергии (путём фосфоресценции или люминесценции, в зависимости от типа экситона), если ближайшая молекула донора расположена за пределами возможной длины перемещения экситона.

Для полимерных солнечных батарей последний путь представляет собой потерю эффективности: важны только экситоны, которые могут диссоциировать. Энергия сопряжения дырки и электрона в экситоне в полимерных системах очень высока, около 0,5-1 эВ и поэтому при комнатной температуре термодинамической составляющей недостаточно, чтобы разделить экситон на заряды. Поэтому для разделения экситона важны два аспекта: отсутствие порядка в системе (англ. disorder) и присутствие второго компонента, акцептора.
Низшая свободная молекулярная орбиталь акцептора должна иметь меньшую энергию, чтобы инициировать диссоциацию экситона и облегчить переход электрона на молекулы акцептора. Так, диссоциация экситона происходит на границе двух фаз: донора и акцептора, поэтому эффективность диссоциации экситонов намного выше в системах со смешанными фазами. Качество границ двух фаз, так называемого интерфейса, во многом определяет эффективность батареи, в особенности силу генерируемого тока. При диссоциации экситона, электрон переходит на акцептор, а дырка остается в фазе донора.

### Комплекс переноса заряда
Однако, после диссоциации дырка и электрон не являются отдельными зарядами. Они пребывают на границе раздела фаз в связанном состоянии в виде так называемого переходного комплекса или комплекса переноса заряда (англ. charge transfer complex), состоящий из электрона и дырки, все ещё связанных между собой, но с меньшей энергией, чем в экситоне. Такой комплекс может или разделиться окончательно под действием внутреннего поля (определяемого разницей в энергетических уровнях донора и акцептора) или же рекомбинировать (объединиться в электрон на основном уровне без выделения энергии путём излучения). Подобная рекомбинация называется сдвоенной (geminate), потому что оба рекомбинирующих партнёра имеют общее происхождение (из одного и того же экситона).

### Транспорт электронов
Если же электрону и дырке удалось разделиться, то они перемещаются до электродов, где экстрагируются соответствующими электродами. Электрон перемещается по фазе акцептора до катода, а дырка – по фазе донора до анода. Если на своём пути отдельные заряды встречают противоположный заряд, который не попал к электроду по каким-то причинам, то они также рекомбинируют. Такая рекомбинация называется не-сдвоенная, потому что рекомбинирующие электрон и дырка имеют различное происхождения (из разных экситонов). Рекомбинация зарядов является одним из факторов, ограничивающих эффективность солнечных батарей, так как рекомбинированные заряды не могут быть экстрагированы.
Поскольку для успешного транспорта зарядов каждая фаза должна быть непрерывной во всем фотоактивном слое, чтобы заряд беспрепятственно добрался до электродов, наилучшая экстракция наблюдается в батареях, где слой акцептора нанесен на слой донора без перемешивания. Однако для диссоциации экситонов такой подход неэффективен из-за маленькой границы раздела фаз.
Так, оптимальная морфология фотоактивного слоя представляет собой компромисс между транспортом электронов и диссоциацией экситонов на границе фаз. Оптимальная морфология слоя зависит от большого числа факторов: химической структуры донора и акцептора, их термических свойств, температуры и растворителя, а также метода получения слоя.

## Сравнение с кремниевыми батареями
В сравнении с устройствами, основанными на кремниевой технологии, полимерные солнечные батареи легки (что важно для автономных датчиков малых размеров), доступны, недороги в производстве, гибки, оказывают незначительное влияние на окружающую среду, однако энергетический выход едва достигает одной четверти обычных кремниевых солнечных батарей. Полимерные солнечные батареи также страдают значительным эффектом деградации: их эффективность снижается под воздействием окружающей среды. Хорошие защитные покрытия до сих пор не разработаны.
Открытым вопросом остаётся степень коммерческой конкуренции с кремниевыми солнечными батареями. Несмотря на то, что полимерные ячейки относительно дёшевы в производстве, индустрия кремниевых солнечных батарей имеет важное промышленное преимущество, будучи способной использовать кремниевую инфраструктуру, развитую для компьютерной индустрии. Однако, производители солнечных батарей находятся в невыгодном положении, поскольку вынуждены конкурировать с более крупной компьютерной индустрией в снабжении высококачественным кремнием.
Эффективность остаётся проблемой для этого типа технологии. Традиционные кремниевые батареи достигают эффективности 20 % и более. Наивысшая эффективность достигнута для солнечных батарей, используемых для питания космических спутников. Такие батареи демонстрируют эффективность до 40 %, что, соответственно, в два раза выше, чем имеют «наземные» батареи.

## Другие солнечные батареи третьего поколения
- Фотоэлектрохимическая ячейка
- Нанокристаллические солнечные батареи